# Porter (Minnesota)
Porter – miasto w Stanach Zjednoczonych, w stanie Minnesota, w hrabstwie Yellow Medicine.